# آنیون رادیکال

سدیم نفتالن، نمکی حاوی آنیون رادیکال نفتالین به عنوان آنیون نمک و یون سدیم به عنوان کاتیون نمک است.

در شیمی آلی، آنیون رادیکال یک گونه رادیکال آزاد است که حامل بار منفی است. آنیون‌های رادیکال در شیمی آلی به عنوان مشتقات احیا شده از ترکیبات آروماتیک چند حلقه‌ای، به عنوان مثال سدیم نفتنید، در نظر گرفته می‌شوند. نمونه ای از آنیون رادیکال غیر کربنی آنیون سوپراکسید است که از انتقال یک الکترون به یک مولکول اکسیژن تشکیل می‌شود. آنیون‌های رادیکال معمولاً به صورت {\displaystyle M^{\bullet -}} نشان داده می‌شوند.

## کاتیون‌های رادیکال
گونه‌های رادیکال کاتیونی بسیار کمتر از آنیون‌ها رایج هستند. این کاتیونها که به صورت {\displaystyle M^{+\bullet }} نشان داده می‌شوند، به‌طور برجسته در طیف‌سنجی جرمی ظاهر می‌شوند. هنگامی که یک مولکول فاز گاز در معرض یونش الکترون قرار می‌گیرد، یک الکترون توسط یک الکترون موجود در پرتو الکترونی جدا می‌شود تا یک کاتیون رادیکال {\displaystyle M^{+\bullet }} ایجاد شود. این گونه‌های شیمیایی در طیف جرمی نشان دهنده یون مولکولی یا یون مادر هستند. یک طیف جرمی معمولی سیگنال‌های متعددی را نشان می‌دهد زیرا قطعات یون مولکولی به مخلوط پیچیده‌ای از یون‌ها و گونه‌های رادیکال بدون بار تبدیل می‌شوند. به عنوان مثال، قطعات کاتیون رادیکال متانول به یک کاتیون متنیوم CH3+ و یک رادیکال هیدروکسیل تبدیل می‌شود. در نفتالین، کاتیون رادیکال تکه‌تکه نشده، برجسته‌ترین قله در طیف جرمی است. گونه‌های ثانویه از افزایش پروتون (M+1) و از دست دادن پروتون (M-1) تولید می‌شوند.